# Laestrygones chathamensis
Laestrygones chathamensis là một loài nhện trong họ Toxopidae.
Loài này thuộc chi Laestrygones. Laestrygones chathamensis được miêu tả năm 1970 bởi Raymond Robert Forster.